# Etmopterus molleri
Etmopterus molleri es una especie de pez de la familia Dalatiidae en el orden de los Squaliformes.

## Morfología
Los machos pueden alcanzar 46 cm de longitud total.

## Reproducción
Es ovovivíparo.

## Hábitat
Es un pez de mar y de aguas profundas que vive entre 250-860 m de profundidad.

## Distribución geográfica
Se encuentra al sur de Mozambique, en Japón  Australia y Nueva Zelanda.